# Лі Ин Бьоль
Лі Ин Бьоль (хангиль: 이은별, ханча: 李은별, 2 жовтня 1991) — корейська ковзанярка, спеціалістка з шорт-треку, призер Олімпійських ігор, чемпіонка світу. 
Ин Бьоль перекладається з корейської як Срібна Зірка. Саме срібну медаль вона завоювала на Олімпіаді у Ванкувері на дистанції 1500 м. Уже після завершення Олімпіади, на чемпіонаті світу 2010 у Софії, Лі стала чемпіонкою світу - у складі збірної Південної Кореї в естафеті. Разом з подругами із збірної Кореї вона також виграла командний чемпіонат світу 2010 у Борміо.